# Nghệ tâm
Nghệ tâm hay lan móc, thạch hộc duyên dáng, hoàng thảo thạch hộc (danh pháp hai phần: Dendrobium loddigesii) là một loài lan trong chi Lan hoàng thảo và là loài bản địa của Lào, miền Nam Trung Quốc, và Hong Kong. Loài này thường được tìm thấy ở độ cao 1000–1500 m trên mực nước biển.
Tại Việt Nam, cây có mặt ở tỉnh Thái Nguyên.